# Everett (Washington)
Everett és una població dels Estats Units i seu del comtat de Snohomish a l'estat de Washington. Segons el cens del 2020 tenia 110.629 habitants.

## Demografia
Segons el cens del 2000, Everett tenia 91.488 habitants, 36.325 habitatges, i 21.613 famílies. La densitat de població era de 1.086,9 habitants per km².
Dels 36.325 habitatges en un 31,9% hi vivien nens de menys de 18 anys, en un 42,1% hi vivien parelles casades, en un 12,5% dones solteres, i en un 40,5% no eren unitats familiars. En el 31,7% dels habitatges hi vivien persones soles el 8,5% de les quals corresponia a persones de 65 anys o més que vivien soles. El nombre mitjà de persones vivint en cada habitatge era de 2,4 i el nombre mitjà de persones que vivien en cada família era de 3,04.
Per edats la població es repartia de la següent manera: un 25,1% tenia menys de 18 anys, un 12,3% entre 18 i 24, un 33,3% entre 25 i 44, un 18,9% de 45 a 60 i un 10,3% 65 anys o més.
L'edat mediana era de 32 anys. Per cada 100 dones de 18 o més anys hi havia 102,8 homes.
La renda mediana per habitatge era de 40.100 $ i la renda mediana per família de 46.743 $. Els homes tenien una renda mediana de 35.852 $ mentre que les dones 28.841 $. La renda per capita de la població era de 20.577 $. Aproximadament el 10,1% de les famílies i el 12,9% de la població estaven per davall del llindar de pobresa.

## Poblacions properes
El següent diagrama mostra les poblacions més properes.